# Kitodar Todorow
Kitodar Todorow (bulgarisch Китодар Тодоров, wiss. Transliteration Kitodar Todorov; * 15. September 1974 in Sofia) ist ein bulgarischer Schauspieler.

## Leben
Todorow wurde am 15. September 1974 in Sofia geboren. Er schloss 1998 die Nationale Akademie für Theater- und Filmkunst „Krastjo Sarafow“ ab. Nach Abschluss an der Fakultät machte er 1999 seine ersten Schritte als Schauspieler. Es folgten eine Reihe von Nebenrollen in verschiedenen Filmen. 2008 war er im französischen Fernsehfilm Sie wusste zuviel als Dimitri zu sehen. 2011 übernahm er die Rolle des Maitre Di im Horrorfilm Rage of the Yeti – Gefährliche Schatzsuche. 2012 stellte er die Rolle des perversen Busfahrers Gus King im Tierhorrorfernsehfilm Lake Placid 4 dar.
Von 2018 bis 2021 stellte er den stereotypischen Bulgaren in 25 Episoden der Webserie Friday Five Sharp auf YouTube dar. Seit dem 12. November 2019 ist er Autor des Gaming-Stream-Kanals KITOGAMING.

## Filmografie (Auswahl)

### Schauspiel
- 1999: Ostatatzi
- 1999: Jonathan (Kurzfilm)
- 2000: City of Fear – Stadt in Angst (City of Fear)
- 2002: Derailed – Terror im Zug (Derailed)
- 2002: Asistentat
- 2003: Air Strike
- 2003: Reise nach Jerusalem (Patuvane kam Yerusalim)
- 2004: Anatomie Des Grauens (Occhi di cristallo)
- 2005: Mosquito Man (Mansquito, Fernsehfilm)
- 2005: Un amour à taire (Fernsehfilm)
- 2005: Kampf der Planeten (Crimson Force, Fernsehfilm)
- 2005: Goodbye Hello
- 2006: Maimuni prez zimata
- 2006: Le lièvre de Vatanen
- 2007: Children of Wax
- 2008: Geheimnis um Rom (Roman Mysteries, Fernsehserie, 2 Episoden)
- 2008: Sie wusste zu viel (Une femme à abattre, Fernsehfilm)
- 2008: Der Prinz & ich – Königliche Flitterwochen (The Prince & Me 3: A Royal Honeymoon)
- 2009: Focusnici (Kurzfilm)
- 2009: Total Madness (Fernsehserie)
- 2009: The Tournament
- 2009: Die Doomsday Gleichung (Annihilation Earth, Fernsehfilm)
- 2010: Dark Relic – Sir Gregory, der Kreuzritter (Dark Relic, Fernsehfilm)
- 2010: Avocats & associés (Fernsehserie, Episode 18x02)
- 2010: Someone Else's Steps (Kurzfilm)
- 2011: Cold Fusion
- 2011: The Good Neighbour (Kurzfilm)
- 2011: Operation Shmenti Capelli
- 2011: Rage of the Yeti – Gefährliche Schatzsuche (Rage of the Yeti, Fernsehfilm)
- 2011: Scratched (Kurzfilm)
- 2011–2012: Domashen Arest (Fernsehserie, 4 Episoden)
- 2012: Timed-out (Kurzfilm)
- 2012: Black & White in Colors
- 2012: Nightbreakers – Vampire Nation (True Bloodthirst)
- 2012: La ballade de Kouski (Fernsehfilm)
- 2012: Lake Placid 4 (Lake Placid: The Final Chapter, Fernsehfilm)
- 2012: One More Dream
- 2012: Revolution Z (Fernsehserie, 2 Episoden)
- 2012: Without a Choice (Kurzfilm)
- 2013: Shhh... Sing to Me (Kurzfilm)
- 2013: Otchuzhdenie
- 2013: Sunless (Kurzfilm)
- 2013: Code Red
- 2013: Stereo Love (Kurzfilm)
- 2014: The Legend of Hercules
- 2014: Rapid Response Corps 2: Nuclear Threat
- 2014: Undercover (Pod Prikritie, Fernsehserie, Episode 4x04)
- 2015: Vragove (Kurzfilm)
- 2015: Such Appetite (Kurzfilm)
- 2015: Liaisons (Fernsehserie, Episode 1x02)
- 2015: Roboshark (Fernsehfilm)
- 2015: Annie (Kurzfilm)
- 2016: Promotion (Kurzfilm)
- 2016: Glory
- 2016: Holiday Makers
- 2017: After 100 meters turn right! (Kurzfilm)
- 2017: Bullet Head
- 2017: Hole (Kurzfilm)
- 2018: 8 Minutes and 19 Seconds
- 2018: Tainted Love (Kurzfilm)
- 2018: Chameleon (Kurzfilm)
- 2018–2021: Friday Five Sharp (Webserie, 25 Episoden)
- 2019: Due to Unforeseen Circumstances (Kurzfilm)
- 2019: A Paris Romance (Fernsehfilm)
- 2020: Yatagan
- 2020: Last Call
- 2021: Yellow Oleander
- 2021: From Here to Here (Kurzfilm)
- 2021: Sunny Beach (Fernsehserie, Episode 1x08)
- 2021: Dante's Heaven
- 2021: Uncle Claus
- 2021: Mortimer (Kurzfilm)
- 2022: The Short Straw

### Synchronisation
- 2010: Leo's Dream (Kurzfilm)
- 2020: Love on Different Topics (Kurzfilm)